# Còdol del Castellar
El Còdol del Castellar, anomenat també Roc Castellar o el Castellar, és una formació rocosa situada al municipi de Granera, a la comarca del Moianès. Es troba a la carena de la serra de Granera, al nord del poble de Granera, i té una elevació de 832 m.
Al cim s'hi troben els basaments incisos en la roca d'un estructura de guaita altmedieval, així com de la cisterna d'aigua per al seu proveïment. També hi ha una creu de ferro i un vèrtex geodèsic (codi 286109001), utilitzat per a triangular el territori, combinat amb altres vèrtexs, per tal de cartografiar, mesurar i acotar el terreny.
Aquest cim està inclòs al llistat dels 100 cims de la FEEC.

## Situació

El Castellar, respecte del terme de Granera

El Còdol del Castellar és a dalt d'un turó de la serra de Granera, una serra que discorre de sud a nord i que es troba al sector nord del terme municipal. La serra va des del collet de Llebre (803 m) fins al turó de Cisnolla (798,4 m), on perd alçada progressivament en totes les direccions, i a la carena s'hi troben altres turons com el Pedró (846,6 m), Roca de l'Àliga (819,7 m) o la Trona (830,7 m).
Des del Còdol del Castellar, en direcció oest hi ha les masies del Girbau de Baix i el Girbau de Dalt i a l'altra vessant, en direcció nord-est, hi ha la masia de la Manyosa. A poc més de 100 m al nord del Còdol del Castellar hi ha una antena de telecomunicacions. Pel Còdol del Castellar hi passa la línia termenal de les propietats de les masies del Girbau de Baix i de l'Agulló.

## Descripció
Es tracta d'una formació rocosa en forma de gran bloc de pedra culminada per un banc de roca de planta irregular allargassada, que discorre de nord a sud, amb la superfície del cim aplanada i tallat verticalment en tot el seu contorn. El roc té unes dimensions d'uns 35 m de longitud per uns 15 m a la part més ample. El cim té una superfície d'uns 250 m² i presenta una planta allargassada més estreta a la part nord. A la cara nord, hi ha una gran columna despresa de la resta del bloc. A sota la cara oest, hi ha una balma de vol mitjanenc on, segons l'expert en toponímia i onomàstica Enric Garcia-Pey, s'hi havia refugiat un home.
Geològicament, està format per conglomerats calcaris característics de la zona, també coneguda com «pedra pinyolenca» a causa de la tipologia de la pedra, formada per còdols arrodonits units per un ciment.

## Alineacions de forats picats
Al cim del Còdol del Castellar hi ha uns 35 forats de secció circular excavats a la roca d'un diàmetre d'entre 15 i 25 cm. Estan disposats en tres fileres, cada una formada per uns vuit forats, que van de nord a sud, una al centre de la superfície i les altres dues als laterals i prop dels límits de la roca, que convergeixen a la banda nord. També hi ha algun altre forat entre les fileres i una cubeta ovalada i molt erosionada a la banda sud del cim. Els forats han estat interpretats com els encaixos per fonamentar una estructura utilitzada com a lloc de guaita i vigilància durant l'alta edat mitjana, donada la seva situació estratègica. Una altra hipòtesi la situa a mitjans del segle XII.